# Julián Quiñones
Julián Andrés Quiñones Quiñones (ur. 24 marca 1997 w Magüí Payán) – meksykański piłkarz pochodzenia kolumbijskiego, występujący na pozycji napastnika lub skrzydłowego, reprezentant Meksyku, od 2024 roku zawodnik saudyjskiego Al-Qadsiah.
W październiku 2023 otrzymał meksykańskie obywatelstwo i w tym samym roku rozpoczął występy w reprezentacji Meksyku.